# 新國民醫療社團法人新國民醫院
新國民醫院（全銜為新國民醫療社團法人新國民醫院或稱臺北醫學大學新國民醫院）為中壢區的地區醫院，創立於1969年。2019年6月19日與臺北醫學大學簽訂合作經營簽約。

## 醫療專科[7]
- 內科系
  - 一般內科
  - 神經科
  - 胃腸肝膽科 (消化內科)
  - 心臟內科
  - 腎臟內科
  - 感染科
  - 家庭醫學科

- 外科系
  - 外科
  - 骨科
  - 泌尿科

- 其他科系
  - 復健科
  - 皮膚科
  - 眼科

## 外部連結
- 歡迎光臨新國民醫院醫療資訊網 （页面存档备份，存于）
- 臺北醫學大學新國民醫院的Facebook專頁